# Smerinthulus dohrni
Smerinthulus dohrni là một loài bướm đêm thuộc họ Sphingidae. Nó được tìm thấy ở Malaysia và Sumatra.
Nó giống với Smerinthulus perversa.